# Bayou Country
Bayou Country är rockbandet Creedence Clearwater Revivals andra studioalbum, utgivet i januari 1969. Albumet är det första av tre studioalbum som gruppen släppte under 1969.
Albumet innehåller jättehiten "Proud Mary", samt "Born on the Bayou" som också blev en mindre hit. Vidare återfinns en cover av Little Richards "Good Golly Miss Molly". Varje skivsida avslutas med en längre "jam"-betonad komposition ("Graveyard Train" och "Keep on Chooglin'") som av en del kritiker, exempelvis i en samtida recension i Rolling Stone, anses slöa ner albumet något.
Albumet blev sjua på albumlistan i USA. Albumet ingår i boken 1001 album du måste höra innan du dör.

## Låtlista
Alla låtar är skrivna och komponerade av John Fogerty, om inte annat anges. 
| 1. | "Born on the Bayou" |  | 5:16 |
| 2. | "Bootleg"           |  | 3:03 |
| 3. | "Graveyard Train"   |  | 8:37 |

| 1. | "Good Golly Miss Molly" | Robert Blackwell, John Marascalco | 2:44 |
| 2. | "Penthouse Pauper"      |                                   | 3:39 |
| 3. | "Proud Mary"            |                                   | 3:09 |
| 4. | "Keep on Chooglin'"     |                                   | 7:43 |

- Sida ett och två kombinerades på CD utgåvor, och låtarna fick spårnummer 1–7.

| 8.  | Bootleg (Alternate take)                                                                       |  | 5:48 |
| 9.  | Born on the Bayou (Live at Royal Albert Hall in London, England, September 28, 1971)           |  | 4:48 |
| 10. | Proud Mary (Live in Stockholm, Sverige, September 21, 1971)                                    |  | 2:51 |
| 11. | Crazy Otto (Live recording by KSAN at the Fillmore, San Francisco, California, March 14, 1969) |  | 8:48 |

## Medverkande
Musiker (Creedence Clearwater Revival-medlemmar)
- Doug Clifford – trummor
- Stu Cook – basgitarr
- John Fogerty – gitarr, munspel, sång
- Tom Fogerty – gitarr, sång

Produktion
- John Fogerty – musikproducent, arrangement
- Hank McGill – ljudtekniker
- Tamaki Beck, Kevin Gray, Steve Hoffman, Shigeo Miyamoto – mastering
- Basul Parik – omslagskonst
- Joel Selvin – text (omslag)

## Listplaceringar
| Lista (1969) | Position          |
| ------------ | ----------------- |
| Frankrike    | 1                 |
| Kanada       | 14 (RPM)          |
| Sverige      | 19 (Kvällstoppen) |
| USA          | 7 (Billboard 200) |
| Västtyskland | 33                |